# Mon manège à moi
Pour les articles homonymes, voir Manège.
Singles de Édith Piaf
La Foule
(1958) C'est un homme terrible
(1959)
Clip vidéo
[vidéo] « Edith Piaf - Mon manège à moi (1959) », sur YouTube
[vidéo] « Etienne Daho - Mon manège à moi (Clip officiel) », sur YouTube
Mon manège à moi (tu me fais tourner la tête)  est une chanson d'amour, composée par Norbert Glanzberg, avec des paroles de Jean Constantin, pour la musique du film Mon oncle de Jacques Tati de 1958. Sa reprise par Édith Piaf, en single, et en album live Le Tour de Chant d'Édith Piaf a l'Olympia - No. 3 (en) de 1958,, en fait un des classiques emblématiques de son répertoire, et de la chanson française. 

## Histoire
Cette chanson est composée par Norbert Glanzberg (précédent compositeur du tube Padam, padam... d'Édith Piaf, de 1951) sur le thème de l'amour, des manèges, carrousels, et musique flonflon d'orgue de Barbarie de fête foraine, pour le film Mon oncle de Jacques Tati de 1958, avec des paroles de Jean Constantin,. Ce dernier chante la chanson à Édith Piaf (alors au sommet de sa carrière de star internationale du music-hall) qui aurait téléphoné en pleine nuit à Norbert Glanzberg (d'après les archives du musée de la Sacem) pour lui dire (avec sa célèbre gouaille parisienne) « La chanson que Constantin m’a chantée, cette histoire de manège, c’est de la merde..., et Montand aussi trouve que c’est d'la merde... ». Norbert Glanzberg va alors la voir le lendemain pour lui interpréter sa chanson au piano « Tu me fais tourner la tête, mon manège à moi c'est toi, je suis toujours à la fête, quand tu me tiens dans tes bras, je ferais le tour du monde, ça n'tournerait pas plus qu'ça, la terre n'est pas assez ronde, pour m'étourdir autant qu’toi... ». Conquise, Piaf contacte aussitôt Tati pour lui racheter la chanson de son film à prix d'or, pour la chanter à l’ouverture de sa tournée de music-hall à l’Alhambra (Paris), avec l'orchestre de Norbert Glanzberg, et l’enregistrer en live à l'Olympia (Paris) (album Le Tour de Chant d'Édith Piaf a l'Olympia - No. 3 (en) de 1958) avec un des nombreux plus importants succès de toute sa carrière.

## Reprises
Elle est reprise avec succès par de nombreux interprètes, dont Yves Montand, Catherine Ribeiro, Claude Parent, Joséphine Baker, Régine, Patachou, Marcel Amont, Jo Privat, Mireille Mathieu, Daniel Guichard, Patricia Kaas, Cœur de pirate, Étienne Daho (single 4e du Top 50 1994,)...

## Cinéma
- 1958 : Mon oncle, de Jacques Tati (non retenue, et revendue à Édith Piaf).
- 2007 : La Môme, d'Olivier Dahan, avec Marion Cotillard dans le rôle d'Édith Piaf